# Ścibor Mikołajewic ze Ściborzyc
Ścibor Mikołajewic ze Ściborzyc herbu Ostoja – dziedzic Ściborzyc, dworzanin księcia kujawskiego Kazimierza I.

## Życiorys
Ścibor był synem Mikołaja ze Ściborzyc herbu Ostoja, fundatora kościoła w Wysocicach. Ścibor wraz z bratem Strachotą po śmierci ojca sprzedali Ściborzyce klasztorowi cystersów w Szczyrzycu. Potwierdzenie tego faktu znajduje się w dokumencie datowanym na dzień 14 maja 1252 roku. Transakcję tę zatwierdzał książę Bolesław Wstydliwy. Ścibor przeniósł się na Kujawy, do dzielnicy Kazimierza I, syna Konrada Mazowieckiego. Niewykluczone, że to on założył nową siedzibę dla swej rodziny na Kujawach, która została nazwana Ściborze. Jest wielce prawdopodobne, że jego synem był chorąży inowrocławski Mikołaj ze Ściborza (de Czybore), który w roku 1311 został wymieniony w dokumencie sprzedaży wsi „Samociąsko” (dziś wieś ta nosi nazwę Samociążek i leży k. Bydgoszczy) cystersom z Byszewa. Wspomniany tutaj Mikołaj ze Ściborza, chorąży inowrocławski był ojcem Mościca ze Ściborza herbu Ostoja, wojewody gniewkowskiego.